# Burford (Oxfordshire)
Burford ist ein Dorf und „civil parish“ (Gemeinde) am Fluss Windrush, in den Cotswold-Hügeln, im Bezirk West Oxfordshire in Oxfordshire, England. Es wird oft als das „Tor“ zu den Cotswolds bezeichnet. Burford liegt 18 Meilen (29 km) westlich von Oxford und 22 Meilen (35 km) südöstlich von Cheltenham, etwa 2 Meilen (3 km) von der Grenze zu Gloucestershire entfernt. Der Ortsname leitet sich von den altenglischen Wörtern „burh“ (befestigte Stadt oder Hügelstadt) und „ford“ (Furt) ab, was die Überquerung eines Flusses bedeutet. Die Volkszählung von 2022 ergab für die Gemeinde Burford eine Einwohnerzahl von 1257 und für Burford Ward eine Einwohnerzahl von 1977.
Die Stadt begann in der mittelsächsischen Zeit mit der Gründung eines Dorfes in der Nähe der Stelle, an der sich das heutige Prioratsgebäude befindet. Aus dem Jahr 752 ist hier eine Schlacht zwischen Mercia und Wessex überliefert. Diese Siedlung blieb bis kurz nach der normannischen Eroberung Englands in Gebrauch, als die neue Stadt Burford gebaut wurde. An der Stelle des alten Dorfes wurde ein Krankenhaus gegründet, das bis zur Auflösung der Klöster durch König Heinrich VIII. in Betrieb blieb. Das heutige Prioratsgebäude wurde etwa 40 Jahre später, um 1580, errichtet.
Das bemerkenswerteste Gebäude im Stadtzentrum ist die Kirche St. John the Baptist, eine Pfarrkirche der Church of England, die unter Denkmalschutz der Stufe I steht. Die Kirche entstand in mehreren Schritten ab 1170/75. Die ältesten Bauteile sind im Turm und in der Westfassade (Portal) erhalten. Um 1200 wurde das Langhaus um ein Schiff nach Süden erweitert. Um 1250 wurden das Querhaus und das Chor im gotischen Stil erneuert und südlich der Westfassade eine separate Marienkapelle der Gilde der Kaufleute errichtet. Um 1400 wurden zwei weitere Kapellen angebaut und um 1475 die Kaufmannskapelle in das noch einmal erweiterte Langhaus einbezogen.

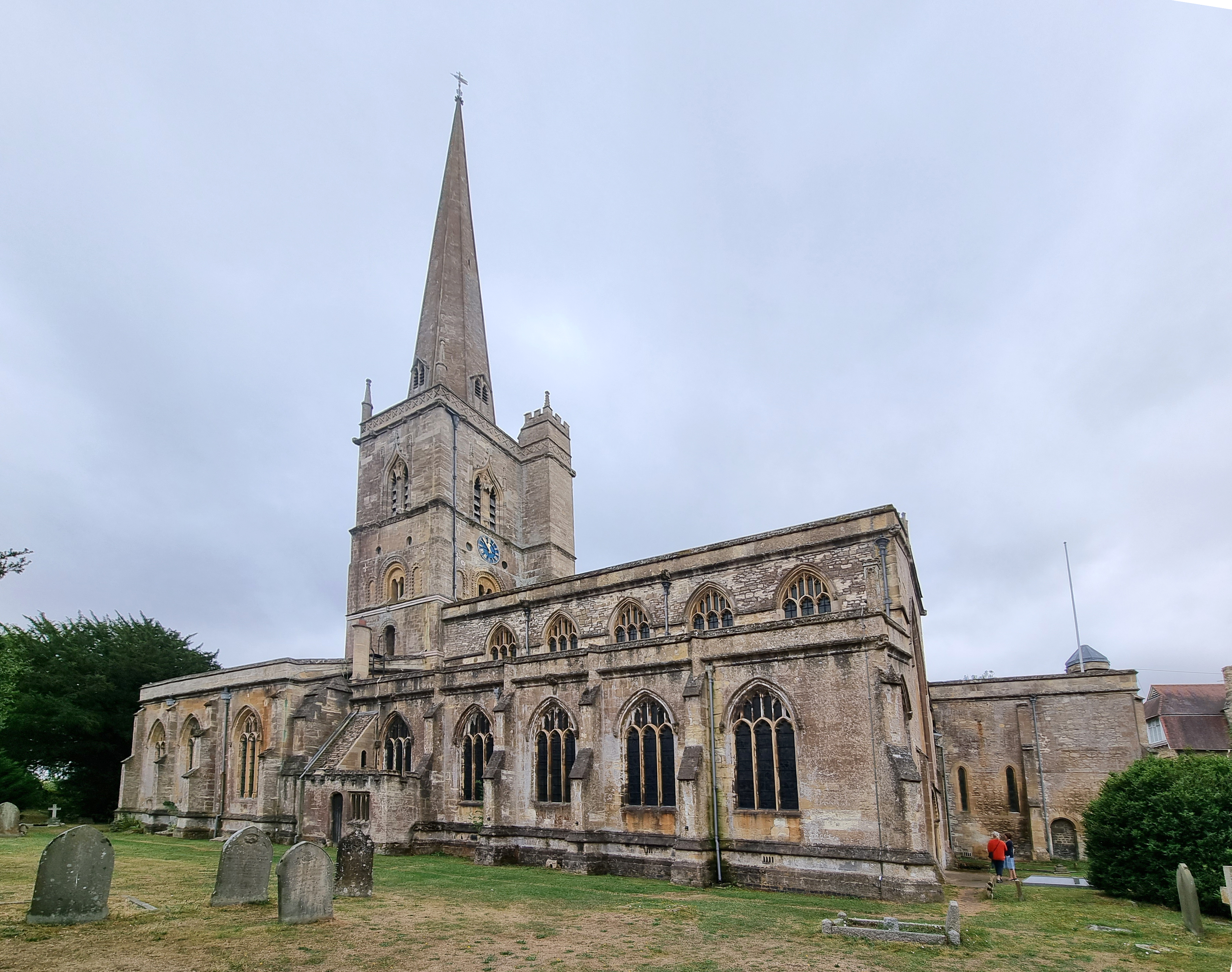
Ansicht der Kirche von Burford von Norden.
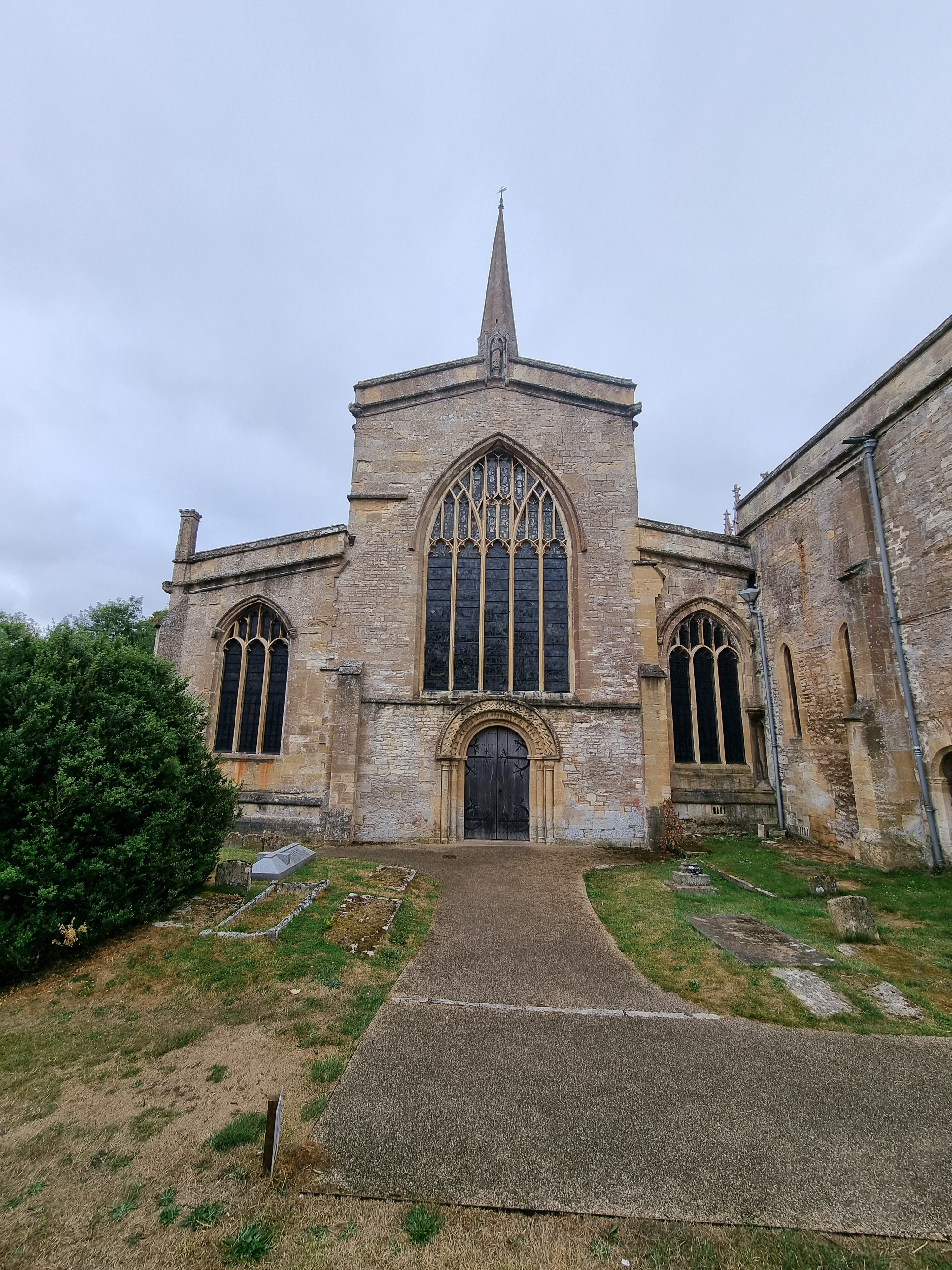
Westfassade.
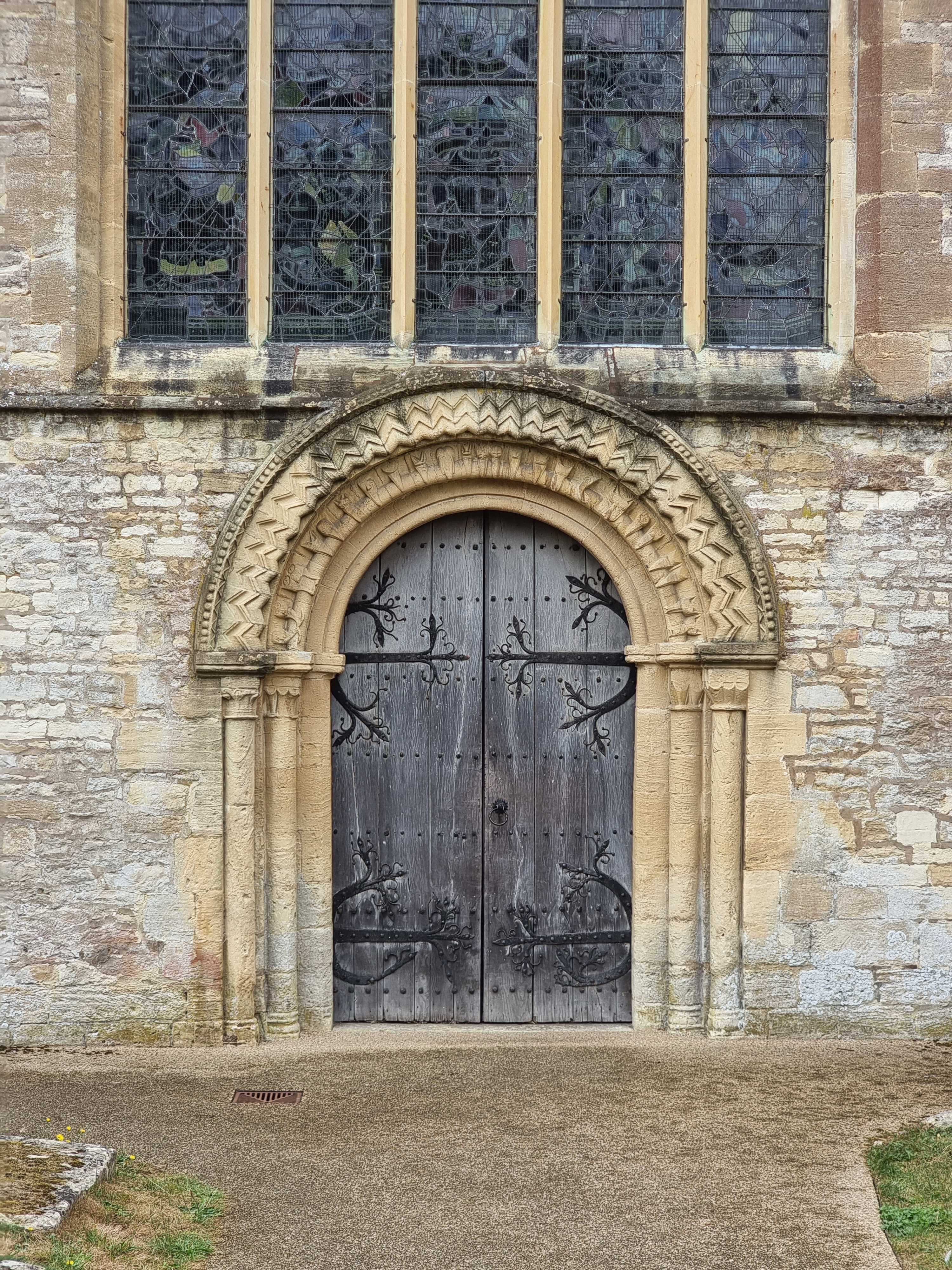
Westportal, spätes 12. Jh.
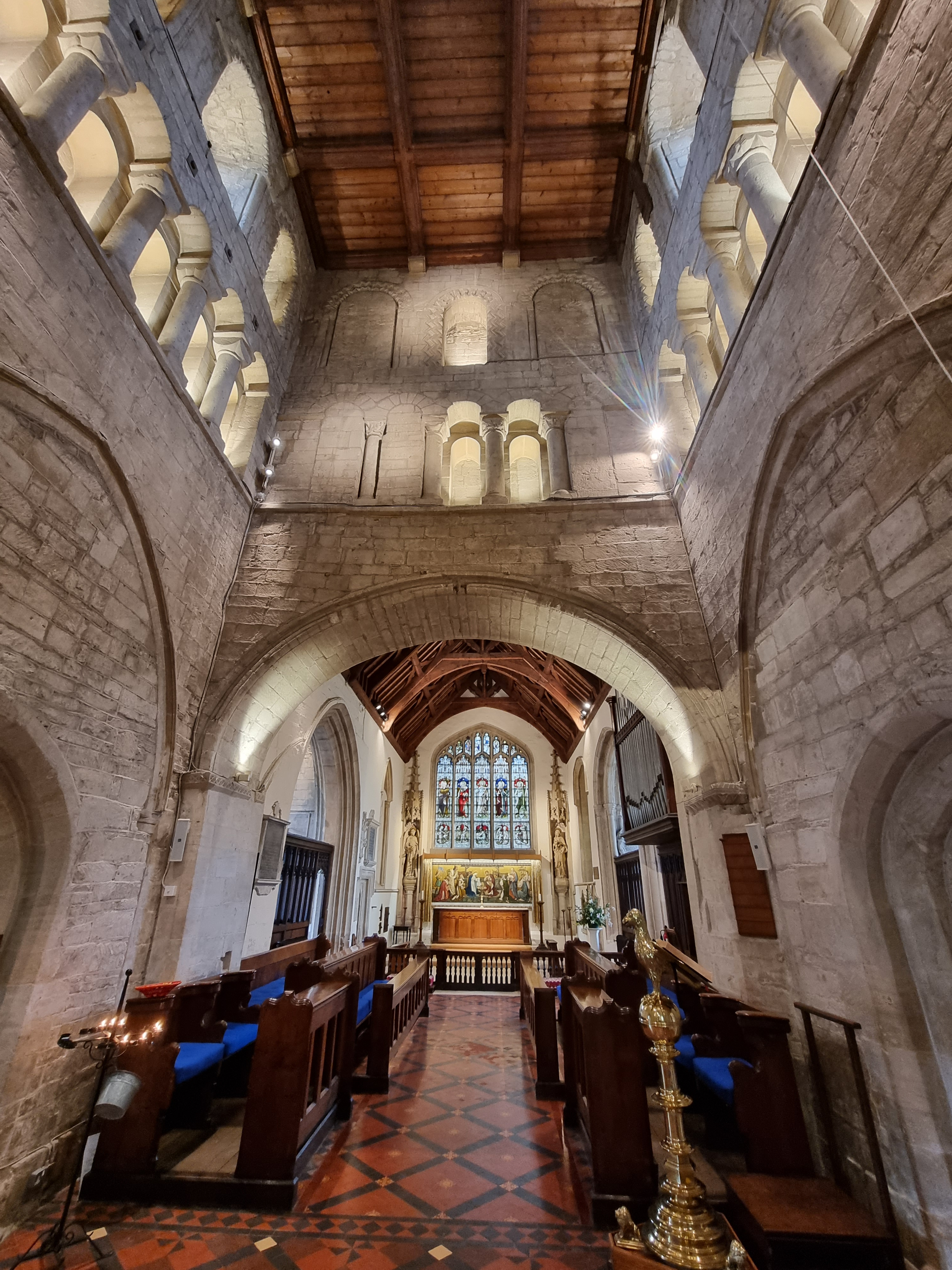
Turminneres, um 1170/75.
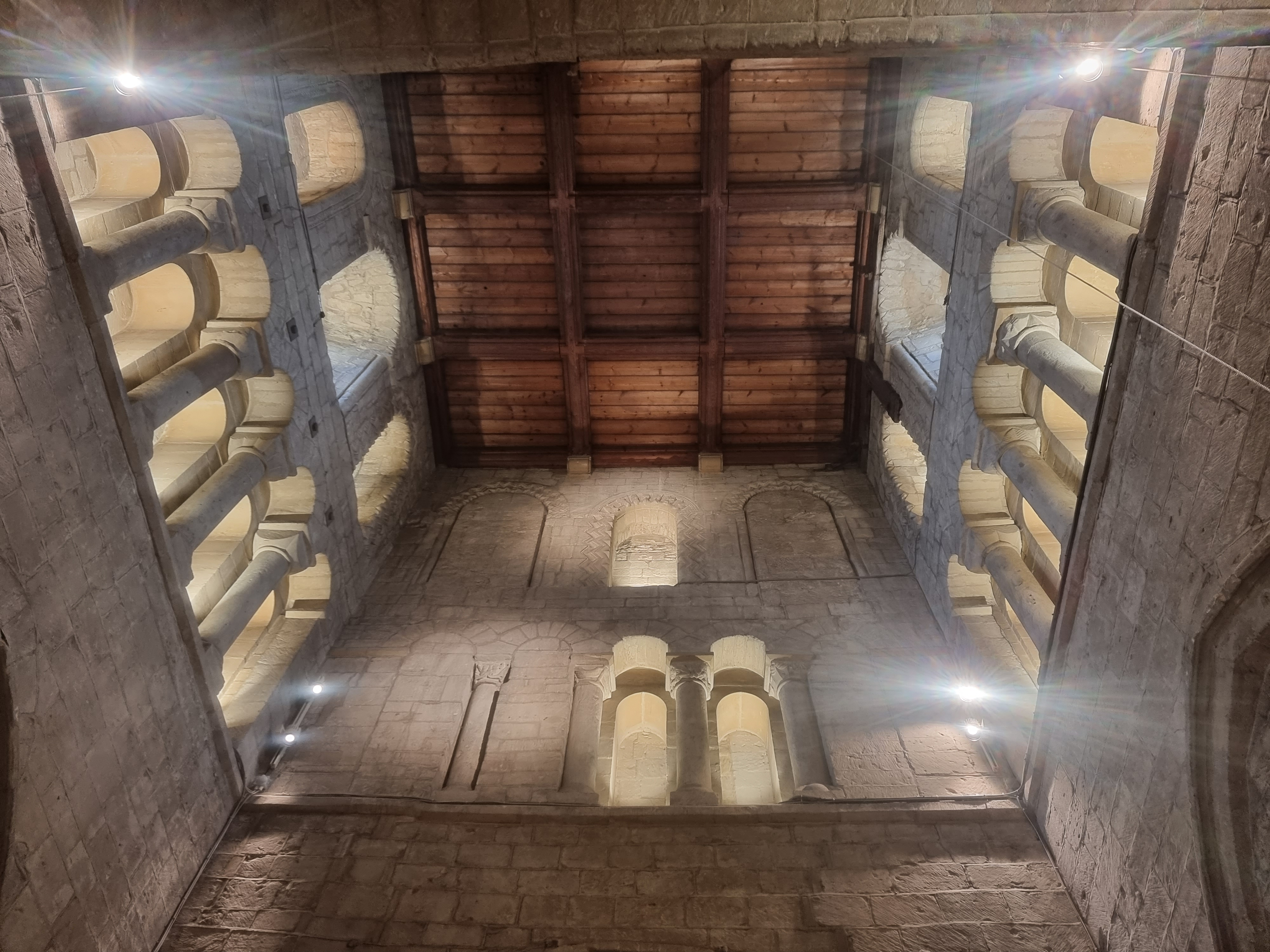
Turminneres mit romanischen Fensteröffnungen.

Im Stadtzentrum gibt es auch einige Häuser aus dem 15. Jahrhundert und das Stadthaus im Barockstil, das heute die Methodistenkirche von Burford ist. Zwischen dem 14. und 17. Jahrhundert war Burford wichtig für seinen Wollhandel. Das Gebäude Tolsey in der Mitte von Burfords High Street, welches einst der Mittelpunkt des Handels war, ist heute ein Museum.
Die Siedlung ist für ihre eigene Käsesorte bekannt, den Oxford Blue. Im Jahre 2008 wurde der Ort vom Wirtschaftsmagazin Forbes auf Platz 6 in der Liste der idyllischsten Orte zum Leben in Europa gewählt.

## Annehmlichkeiten
Die Burford County Primary School ist die Grundschule der Stadt. Die Burford School, eine gemischte Gesamtschule, ist die weiterführende Schule der Stadt. Das Grundschulfest, das jeden Sommer stattfindet, umfasst einen Umzug (einschließlich eines Drachens) durch die High Street zur Schule, wo es Stände und Spiele gibt. Die nationale Tierschutzorganisation Blaues Kreuz hat ihren Sitz in Burford. Im September 2001 wurde Burford mit Potenza Picena, einer kleinen Stadt in den Marken an der italienischen Adriaküste, partnerschaftlich verbunden. Im April 2009 belegte Burford den sechsten Platz in der Forbes-Liste der „idyllischsten Orte Europas zum Leben“.

## Persönlichkeiten
- William Beechey (1753–1839), Maler
- Jessica Mitford (1917–1996), Schriftstellerin
- Edward Mortimer (1943–2021), Journalist und UN-Beamter